# Palaeosepsis dentata
Palaeosepsis dentata är en tvåvingeart som först beskrevs av Becker 1919.  Palaeosepsis dentata ingår i släktet Palaeosepsis och familjen svängflugor. Inga underarter finns listade i Catalogue of Life.